# George French Angas

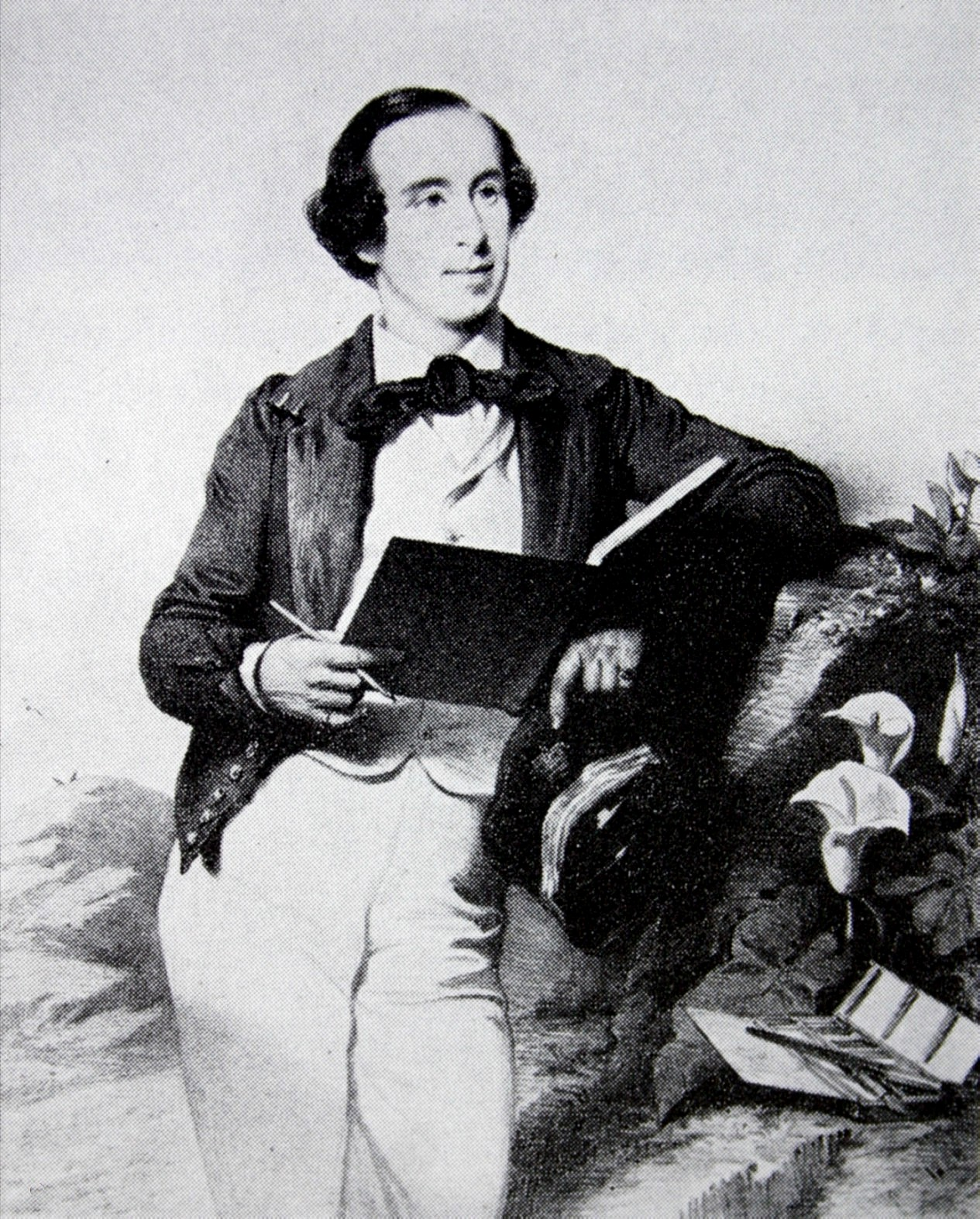
George French Angas

George French Angas (* 25. April 1822 in Newcastle upon Tyne, England; † 4. Oktober 1886 in London) war ein englischer Zeichner.
Sein Vater war George Fife Angas, einer der Gründer der südaustralischen Kolonie. George French Angas bereiste 1841 die Mittelmeerländer und veröffentlichte 1842 A Rambel in Malta and Sicily, das er mit eigenen Skizzen illustrierte. Im selben Jahr übersiedelte er nach London und bildete sich im Lithografieren nach eigenen Skizzen und im Zeichnen weiter. Diese Fähigkeiten setzte er zukünftig zur Erstellung seiner Reisewerke ein. 1847 veröffentlichte er den Folioband South Australia Illustradet der 60 kolorierte Tafeln enthält und 1849 The Kaffirs Illustradet mit 30 kolorierten Tafeln. Etliche weitere seiner Werke zeigten Länder und Bewohner von damals noch nicht kultivierten und wenig bekannten Gegenden der Erde. Nach dem Beginn der Goldgräberei in Australien fuhr er dorthin und veröffentlichte 1861 seine gewonnenen Eindrücke in dem Folioband Views of the Gold Regions of Australia. Angas ließ sich 1853 in Sydney nieder und wurde dort Sekretär des Australian Museum; diese Stellung behielt er bis 1860. 1860 bis 1862 war er Vorsitzender des Bezirksrats von Angaston. Vor 1874 kehrte er nach London zurück, in diesem Jahr stellte er in der Royal Academy das Bild Konstantinopel mit dem Blick über das Marmarameer aus. Das British Museum besitzt in seinem Print Room fünf Aquarellzeichnungen mit Darstellungen der Zulu, diese sind mit G. F. Angas 1847 signiert.

## Werke (Auswahl)
- Savage life and scenes in Australia and New Zealand: being an artist's impressions. Of countries and people at the Antipodes. Smith, Elder, and Co., London 1847[2]
- The Kafirs illustrated in a series of drawings taken among the Amazulu, Amaponda, and Amakosa tribes. J., Hogarth, London 1849[3]

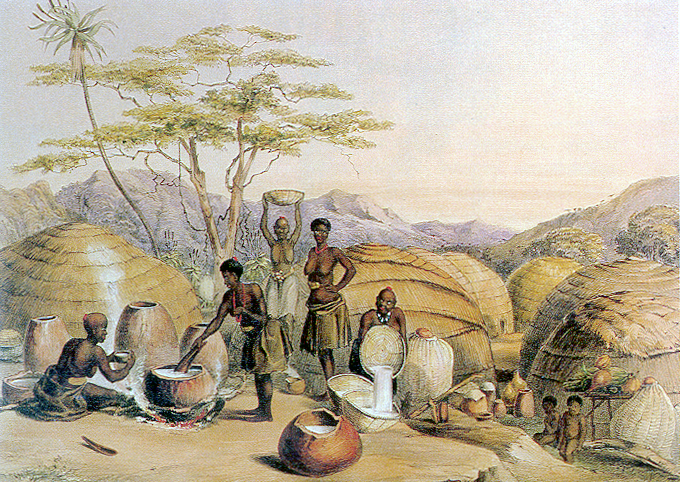
Zoeloe vrouens brou bier
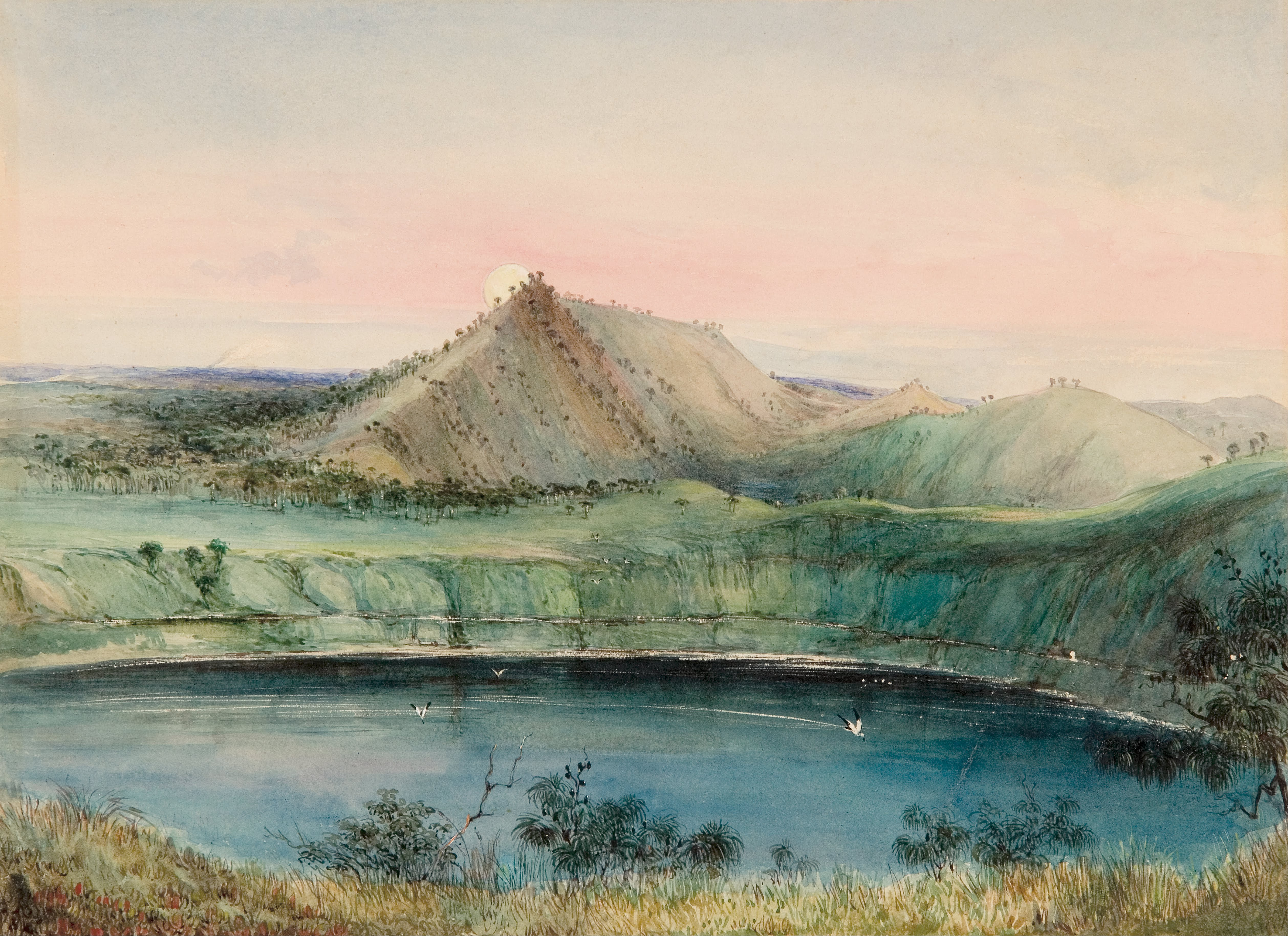
Blue Lake, Mount Gambier
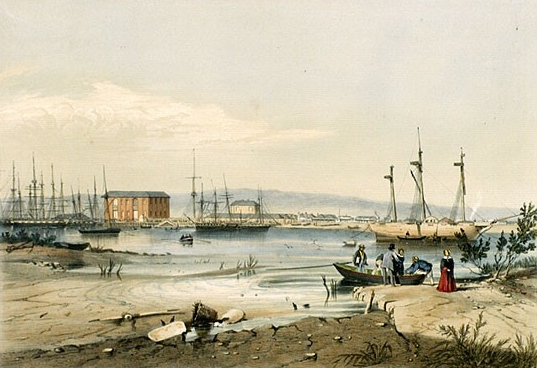
Port Adelaide